# Nailloux
Nailloux (okcitansko Nalhós) je naselje in občina v južnem francoskem departmaju Haute-Garonne regije Jug-Pireneji. Leta 2008 je naselje imelo 2.358 prebivalcev.

## Geografija
Naselje leži v pokrajini Languedoc ob reki Aïse, 35 km jugovzhodno od Toulousa.

## Uprava
Nailloux je sedež istoimenskega kantona, v katerega so poleg njegove vključene še občine Auragne, Caignac, Calmont, Gibel, Mauvaisin, Monestrol, Montgeard, Saint-Léon in Seyre s 5.062 prebivalci.
Kanton Nailloux je sestavni del okrožja Toulouse.

## Zanimivosti
- cerkev sv. Martina,
- na ozemlju občine se nahaja jezero Lac de la Thésauque, del naravnega rezervata.